# Mitchell Wiggins
Mitchell Lee Wiggins (Kinston, Carolina del Norte, 28 de septiembre de 1959-9 de septiembre de 2024) fue un baloncestista estadounidense que disputó seis temporadas de la NBA, además de hacerlo en la Liga Griega y en la Liga Francesa. Con 1,93 metros de estatura, jugaba en la posición de escolta. Era el padre del también jugador de baloncesto Andrew Wiggins.

## Trayectoria deportiva

### Universidad
Comenzó su carrera universitaria en el pequeño Community College de Truett-McConnell , donde permaneció un año antes de ser transferido a la Universidad de Clemson, donde jugó una única temporada en la que apenas tuvo oportunidades de jugar. Fue de nuevo transferido a los Seminoles de la Universidad Estatal de Florida, donde jugó sus dos últimas temporadas como colegial. En la primera de ellas lideró la Metro Conference en anotación, con 23,8 puntos por partido. En el total de su trayectoria universitaria promedió 15,9 puntos y 6,5 rebotes por partido.

### Profesional
Fue elegido en la vigesimotercera posición del Draft de la NBA de 1983 por Indiana Pacers, pero sus derechos fueron traspasados a Chicago Bulls a cambio de los de Sidney Lowe y una segunda ronda del draft del 84. Allí tuvo un prometedor inicio como profesional, siendo titular en la mitad de los partidos y acabando el año con 12,4 puntos y 4,0 rebotes por partido. A pesar de ese buen inicio, al año siguiente fue traspasado a Houston Rockets junto con dos furturas rondas del draft a cambio de Caldwell Jones.
En los Rockets permaneció tres temporadas, perdiendo protagonismo progresivamente. Sus problemas con las drogas finalmente le pasaron factura, siendo suspendido por la NBA por consumo de cocaína mediada la temporada 1986-87 junto con su compañero de equipo Lewis Lloyd. Pasó dos años jugando en diferentes equipos de ligas menores como la CBA o la USBL, antes de regresar en la temporada 1989-90 a los Rockets, donde recuperó el puesto de titular, acabando el año con 15,5 puntos y 4,3 rebotes por partido, el tercer mejor anotador de Houston tras Hakeem Olajuwon y Otis Thorpe.
En 1991 ficharía como agente libre con Philadelphia 76ers, pero en condición de suplente, jugando poco más de 10 minutos por partido. Tras dos temporadas de nuevo en la CBA, emprende la aventura europea, fichando por el Hyundai Desio de la Liga Italiana, pero solo juega 4 partidos, en los que promedia 24 puntos por partido. Al año siguiente se va a jugar a la Liga Griega, donde permanecería cuatro temporadas jugando con el Milon BC, el Sporting de Atenas y el Panionios, sumando también una breve experiencia en la Liga Filipina. En 1999 ficha por el CSP Limoges de la Liga Francesa, donde únicamente juega un partido, poniendo fin a su carrera profesional. En el total de su paso por la NBA promedió 10,0 puntos y 3,2 rebotes por partido.
Volvió a la actividad en 2002 en una liga llamada Xtreme Basketball Association (XBA), donde jugaría para el Hickory Nutz y para el Black Hills Heat (equipo en el que se desempeñó como jugador-entrenador).

### Selección nacional
Wiggins integró el plantel de la selección de baloncesto de Estados Unidos que jugó en el Campeonato Mundial de Baloncesto de 1982, terminando en la segunda ubicación. 

## Vida privada
Wiggins es esposo de la exatleta olímpica Marita Payne, y padre de los baloncesistas Andrew Wiggins y Nick Wiggins. Falleció el 9 de septiembre de 2024, a los 64 años de edad, tras dos años con graves problemas de salud.

## Estadísticas de su carrera en la NBA

### Temporada regular
| Temporada | Edad | Equipo             | Liga | P   | TIT | MIN  | TC  | TCA  | %TC  | 3P  | 3PA | %3P  | TL  | TLA | %TL  | R.OF. | R.DEF. | REB | ASIS | ROB | TAP | PER | FP  | PTS  |
| 1983-84   | 24   | Chicago Bulls      | NBA  | 82  | 40  | 25.9 | 4.9 | 10.9 | .448 | 0.1 | 0.4 | .241 | 2.6 | 3.5 | .742 | 1.7   | 2.3    | 4.0 | 2.3  | 1.3 | 0.1 | 1.7 | 3.4 | 12.4 |
| 1984-85   | 25   | Houston Rockets    | NBA  | 82  | 24  | 19.2 | 3.9 | 8.0  | .484 | 0.1 | 0.3 | .261 | 1.2 | 1.6 | .733 | 1.3   | 1.5    | 2.9 | 1.5  | 1.0 | 0.2 | 1.1 | 2.4 | 9.0  |
| 1985-86   | 26   | Houston Rockets    | NBA  | 78  | 0   | 15.4 | 2.8 | 6.3  | .454 | 0.0 | 0.2 | .083 | 1.1 | 1.5 | .729 | 1.1   | 0.9    | 2.0 | 1.3  | 0.8 | 0.1 | 0.8 | 2.0 | 6.8  |
| 1986-87   | 27   | Houston Rockets    | NBA  | 32  | 19  | 24.6 | 4.8 | 10.9 | .437 | 0.0 | 0.2 | .000 | 1.5 | 2.0 | .754 | 2.3   | 1.8    | 4.2 | 2.4  | 1.4 | 0.1 | 1.6 | 2.6 | 11.1 |
| 1989-90   | 30   | Houston Rockets    | NBA  | 66  | 52  | 28.1 | 6.3 | 12.9 | .488 | 0.0 | 0.0 | .000 | 2.9 | 3.6 | .810 | 2.0   | 2.3    | 4.3 | 1.6  | 1.3 | 0.0 | 1.3 | 2.5 | 15.5 |
| 1991-92   | 32   | Philadelphia 76ers | NBA  | 49  | 0   | 11.6 | 1.8 | 4.7  | .384 | 0.0 | 0.0 | .000 | 0.7 | 1.0 | .686 | 0.9   | 1.0    | 1.9 | 0.4  | 0.4 | 0.0 | 0.5 | 1.4 | 4.3  |
| Total     |      |                    | NBA  | 389 | 135 | 20.8 | 4.1 | 8.9  | .460 | 0.0 | 0.2 | .192 | 1.7 | 2.3 | .755 | 1.5   | 1.7    | 3.2 | 1.6  | 1.0 | 0.1 | 1.2 | 2.4 | 10.0 |

### Playoffs
| Temporada | Edad | Equipo          | Liga | P  | MIN | TCA | TC  | 3PA | 3P | TLA | TL | R.OF. | REB | ASIS | ROB | TAP | PER | FP | PTS | %TC  | %3P  | %FT  | MIN  | PTS  | REB | AST |
| 1984-85   | 25   | Houston Rockets | NBA  | 5  | 45  | 9   | 18  | 0   | 0  | 0   | 0  | 3     | 4   | 1    | 4   | 0   | 3   | 6  | 18  | .500 |      |      | 9.0  | 3.6  | 0.8 | 0.2 |
| 1985-86   | 26   | Houston Rockets | NBA  | 20 | 443 | 89  | 179 | 0   | 3  | 21  | 28 | 38    | 76  | 31   | 14  | 3   | 27  | 44 | 199 | .497 | .000 | .750 | 22.2 | 10.0 | 3.8 | 1.6 |
| 1989-90   | 30   | Houston Rockets | NBA  | 4  | 51  | 7   | 15  | 0   | 0  | 2   | 3  | 4     | 13  | 2    | 1   | 0   | 4   | 5  | 16  | .467 |      | .667 | 12.8 | 4.0  | 3.3 | 0.5 |
| Total     |      |                 | NBA  | 29 | 539 | 105 | 212 | 0   | 3  | 23  | 31 | 45    | 93  | 34   | 19  | 3   | 34  | 55 | 233 | .495 | .000 | .742 | 18.6 | 8.0  | 3.2 | 1.2 |